# Sackleinen

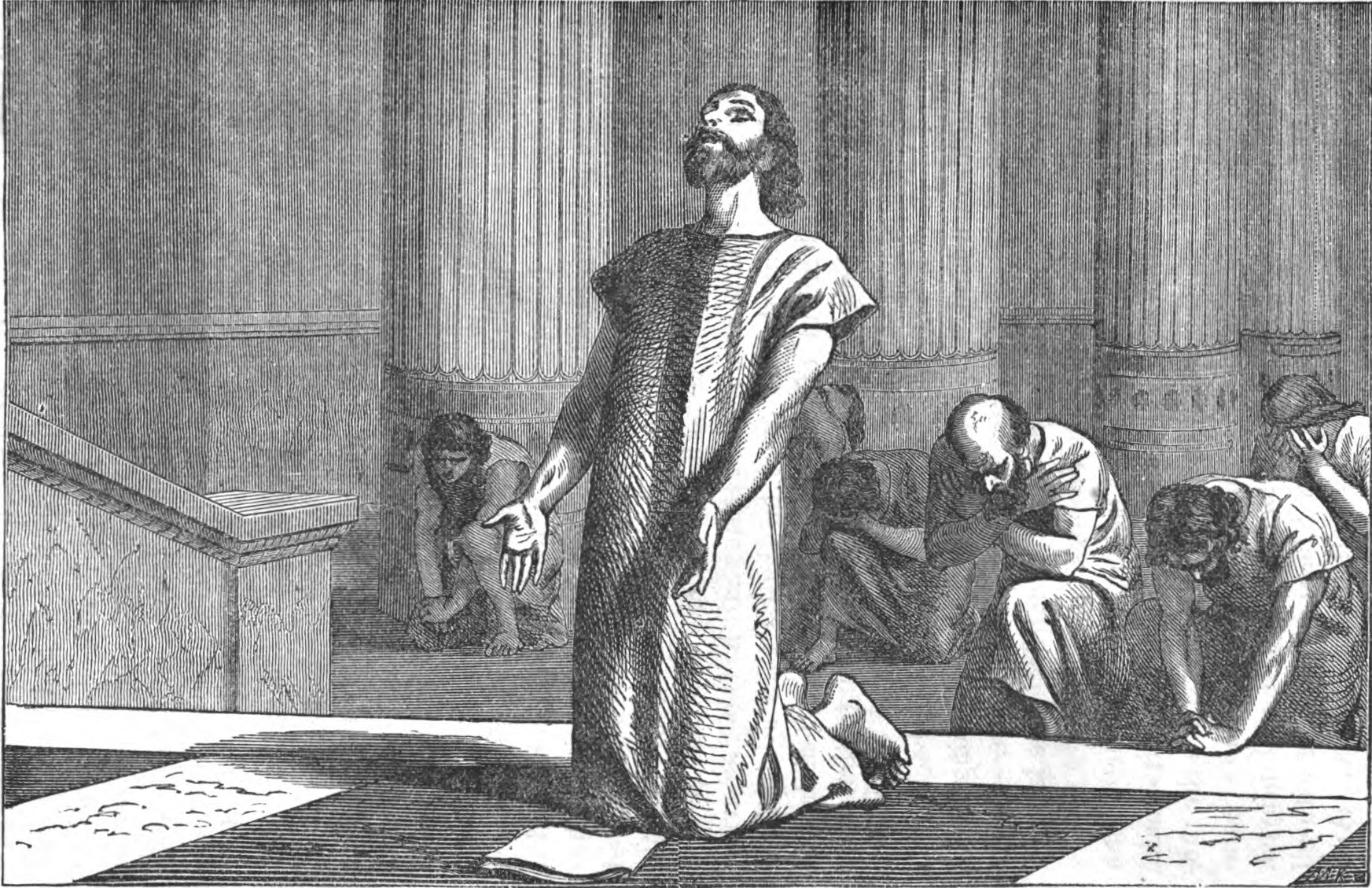
Hiskija in Sackleinen gekleidet (2 Könige 19), Zeichnung von Charles Foster

Sackleinen (hebräisch שַׂק śaq; altgriechisch σάκκος) ist ein grob gewebter Stoff, normalerweise aus Ziegenhaar. Der Begriff wird oft im biblischen Kontext verwendet, wobei das Hastings' Dictionary of the Bible bemerkt, dass "Haarstoff" eine treffendere Übersetzung des hebräischen Begriffs wäre. Besonders im Katholizismus wird das Tragen von Haarhemden als Mittel zur Selbstkasteiung während der Fastenzeit praktiziert, insbesondere am Aschermittwoch, Karfreitag.

## Als Stoff
Sackleinen, meist aus schwarzem Ziegenhaar, wurde von den Israeliten und ihren Nachbarn in Zeiten der Trauer oder des sozialen Protests verwendet. Steifes Kamelhaar wurde ebenfalls benutzt.

## Als Kleidungsstück
Sackleinen bezeichnete auch ein Kleidungsstück, das von den Israeliten als Zeichen der Trauer getragen wurde. Es diente auch als Zeichen der Unterwerfung oder der Selbsterniedrigung und wurde gelegentlich von Propheten getragen. Es wird oft mit Asche in Verbindung gebracht.
Sackleinen bezeichnete auch ein Kleidungsstück aus diesem Stoff, das von den Israeliten als Zeichen der Trauer getragen wurde. Es war ein Symbol der Unterwerfung (1. Könige 20,31–32) oder des Kummers und der Selbsterniedrigung (2. Könige 19,1) und wurde gelegentlich von Propheten getragen. Es wird oft mit Asche in Verbindung gebracht.
Laut der Jüdischen Enzyklopädie von 1906 gibt das Alte Testament keine genaue Beschreibung des Kleidungsstücks. Adolf Kamphausen meinte, es ähnelte einem Kornbeutel mit Öffnungen für Kopf und Arme. Karl Grüneisen verglich es mit einem haarigen Mantel der Beduinen, während Friedrich Schwally dachte, es sei ursprünglich ein Lendenschurz gewesen. Schwally begründete dies damit, dass das Wort "ḥagar" (gürten) verwendet wird, um das Anlegen des Kleidungsstücks zu beschreiben (Josua 1:8; Jesaja 3,24, 15,8; 22,12; Jeremia 6:26, 49,3; 1. Makkabäer 3,47). Man schnallte es um die Hüften ("sim be-motnayim", Genesis 37,34; "he'elah 'al motnayim", Amos 8,10), während für das Ablegen des Sackleinens die Worte "pitteaḥ me-'al motnayim" verwendet werden (Jesaja 20,2). Laut 1. Könige 21, 27 und 2. Könige 6,30 wurde es direkt auf der Haut getragen.
Später wurde es nur noch aus religiösen Gründen bei besonderen Anlässen oder Trauerzeremonien getragen. Jesaja trug nichts anderes und wurde von Gott befohlen, es zu tragen (Jesaja 20:2). Die Jüdische Enzyklopädie schlägt vor, dass alte Traditionen, die aussterben, leicht einen heiligen Charakter annehmen. Schwally weist darauf hin, dass der muslimische Pilger, sobald er den heiligen Boden von Ḥaram betritt, alle Kleider ablegt und den iḥram anzieht.